# Balaton (Nový Hrozenkov)
Balaton, nazývaný také Přírodní koupaliště Na Stanoch nebo Kačák, je vodní nádrž vytvořená přítokem Vsetínské Bečvy v Novém Hrozenkově v okrese Vsetín ve Zlínském kraji na Valašsku v CHKO Beskydy. Nachází se také v údolí pohoří Vsetínské vrchy na pravém břehu řeky Vsetínská Bečva. Vodní nádrž je písník, který má plochu 9,5 ha.

## Popis
Areál se využívá v létě jako přírodní koupaliště se sociálním zařízením, převlékárnami, prodejnami občerstvení, dětským hřištěm, hřištěm, půjčovnou nářadí pro vodní sporty a vodními atrakcemi (např. umělou sjezdovku aj.). Balaton nabízí  travnaté i písčité pláže a občasně také různé hudební či taneční akce nebo sportovní rybolov. Zimní využití je jako bruslařský areál. Vstup není zpoplatněn avšak je nutné dodržovat stanovená pravidla, kde platí zákaz vstupu se psy a zákaz kempování. U Balatonu je také parkoviště.

## Další informace
K Balatonu vedou také turistické stezky i cyklostezky, např. cyklostezka Bečva.

## Galerie

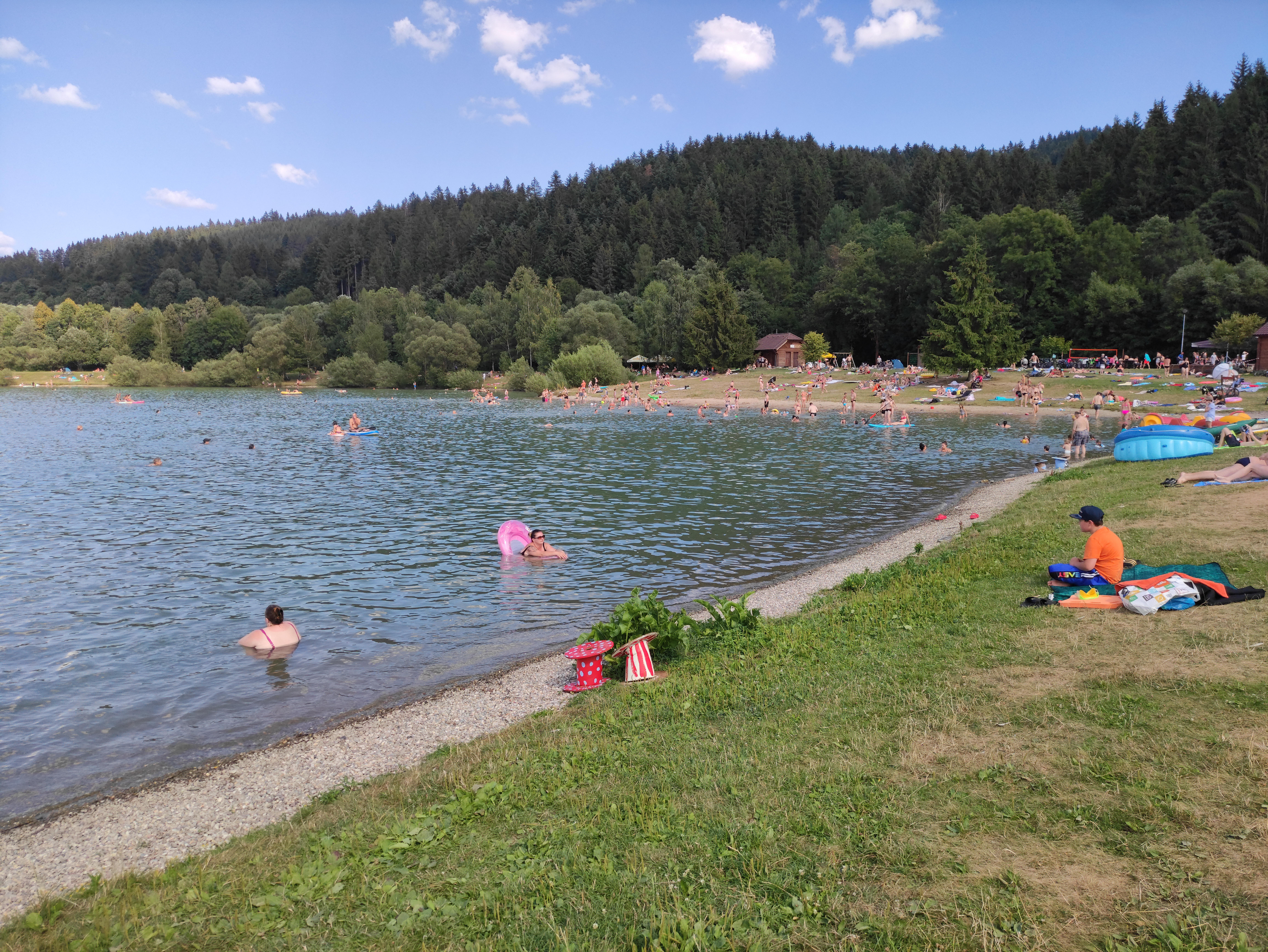
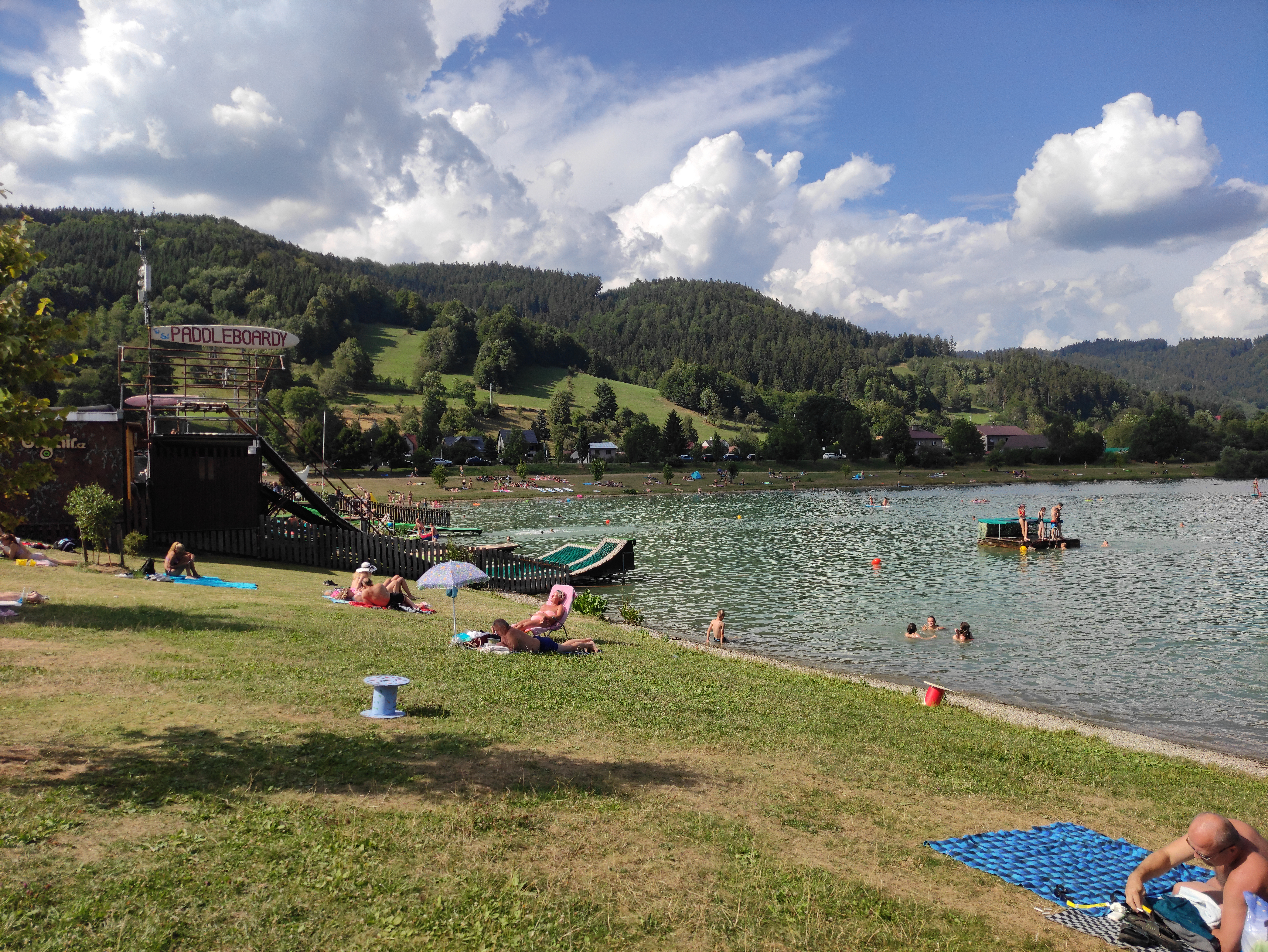